# Mussolini ultimo atto
Mussolini Ultimo Atto é um filme italiano de 1975 dirigido por Carlo Lizzani e estrelado por Rod Steiger, Franco Nero e Lisa Gastoni.
No Brasil o filme tem como título: Mussolini: Ascensão e Glória de um Ditador, o que contrasta com a tradução do título original que seria "Mussolini, o Último Ato" e com o enredo do filme que mostra os dias dramáticos que antecederam a queda de Mussolini do poder, a tentativa de fuga dele, da sua companheira Claretta Petacci e de alguns dos seus aliados para a Suíça, até a captura dele, prisão e posterior fuzilamento.

## Elenco
- Rod Steiger  ...  Benito Mussolini
- Franco Nero  ...  Walter Audisio 'Valerio'
- Lisa Gastoni  ...  Claretta Petacci
- Lino Capolicchio  ...  Pierluigi Bellini
- Henry Fonda ... cardeal Alfredo Ildefonso Schuster
- Giuseppe Addobbati  ...  Raffaele Cadorna
- Bruno Corazzari ...  tenente Fritz Birzer
- Giacomo Rossi Stuart ... Jack Donati
- Rodolfo Dal Pra ...  Rodolfo Graziani
- Manfred Freyberger ...  Otto Kisnat